# ليث خروب
ليث خروب (1991-) هو لاعب كرة فلسطيني، يلعب في مركز هجوم فريق مركز شباب بلاطة لكرة القدم والمنتخب الفلسطيني. انضم خروب إلى فريق أهلي الخليل في 15 يناير 2017 بعد انضمامه إلى فريق شباب الظاهرية، وعاد للعب مع فريق ثقافي طولكرم في 27 ديسمبر من ذات العام. وفي العام 2022 انضم خروب لنادي شباب السموع.

## مشاركته الدولية
شارك خروب في كأس البانجو باندو 2020 [الإنجليزية] ومثّل دولة فلسطين وسجل في أول ظهور له في 15 يناير، وبفضله استطاعت فلسطين الفوز على البلد المضيف بنغلادش 2-0 في مرحلة المجموعات. وسجل خروب ثلاثة أهداف في البطولة أحدها في المبارة النهائية يوم 25 يناير ضد بوروندي وفازت فلسطين بالبطولة بنتيجة 3-1.

## نتائج المباريات
إحصائيات عام 2020-2021
| الفريق الوطني | السنة   | عدد الضربات | عدد الأهداف |
| ------------- | ------- | ----------- | ----------- |
| فلسطين        | 2020    | 4           | 3           |
| فلسطين        | 2021    | 7           | 2           |
| المجموع       | المجموع | 11          | 5           |

قائمة بأهداف ليث خروب الدولية
| الرقم | التاريخ   | المكان                                     | الخصم     | الأهداف | النتيجة النهائية | البطولة                 | المراجع |
| ----- | --------- | ------------------------------------------ | --------- | ------- | ---------------- | ----------------------- | ------- |
| 1     | 15-1-2020 | ملعب بانجاباندو الوطني، دكا - بنغلاديش     | بنغلادش   | 2-0     | 2-0              | كأس بانجاباندو 2020     | [ 7 ]   |
| 2     | 22-1-2020 | ملعب بانجاباندو الوطني، دكا - بنغلاديش     | سيشل      | 1-0     | 1-0              | كأس بانجاباندو 2020     | [ 8 ]   |
| 3     | 25-1-2020 | ملعب بانجاباندو الوطني، دكا - بنغلاديش     | بوروندي   | 3-0     | 3-1              | كأس بانجاباندو 2020     | [ 9 ]   |
| 4     | 24-6-2021 | ملعب جاسم بن حمد، الدوحة- قطر              | جزر القمر | 1-1     | 5-1              | تصفيات كأس العرب 2021   | [ 10 ]  |
| 5     | 5-9-2021  | ملعب دولين أومورزاكوف، بيشكيك - قيرغيزستان | بنغلادش   | 1-0     | 2-0              | كأس الأمم الثلاثية 2021 |         |

## مرتبة الشرف
حصلت فلسطين عل مرتبة الشرف في:
- كأس البانجو باندو 2020 [الإنجليزية]

## وصلات خارجية
- ليث خروب على موقع قاعدة بيانات كرة القدم.إي يو (الإنجليزية)
- ليث خروب على موقع Soccerway.com (الإنجليزية)
- ليث خروب على موقع كووورة